# Eastgate Centre

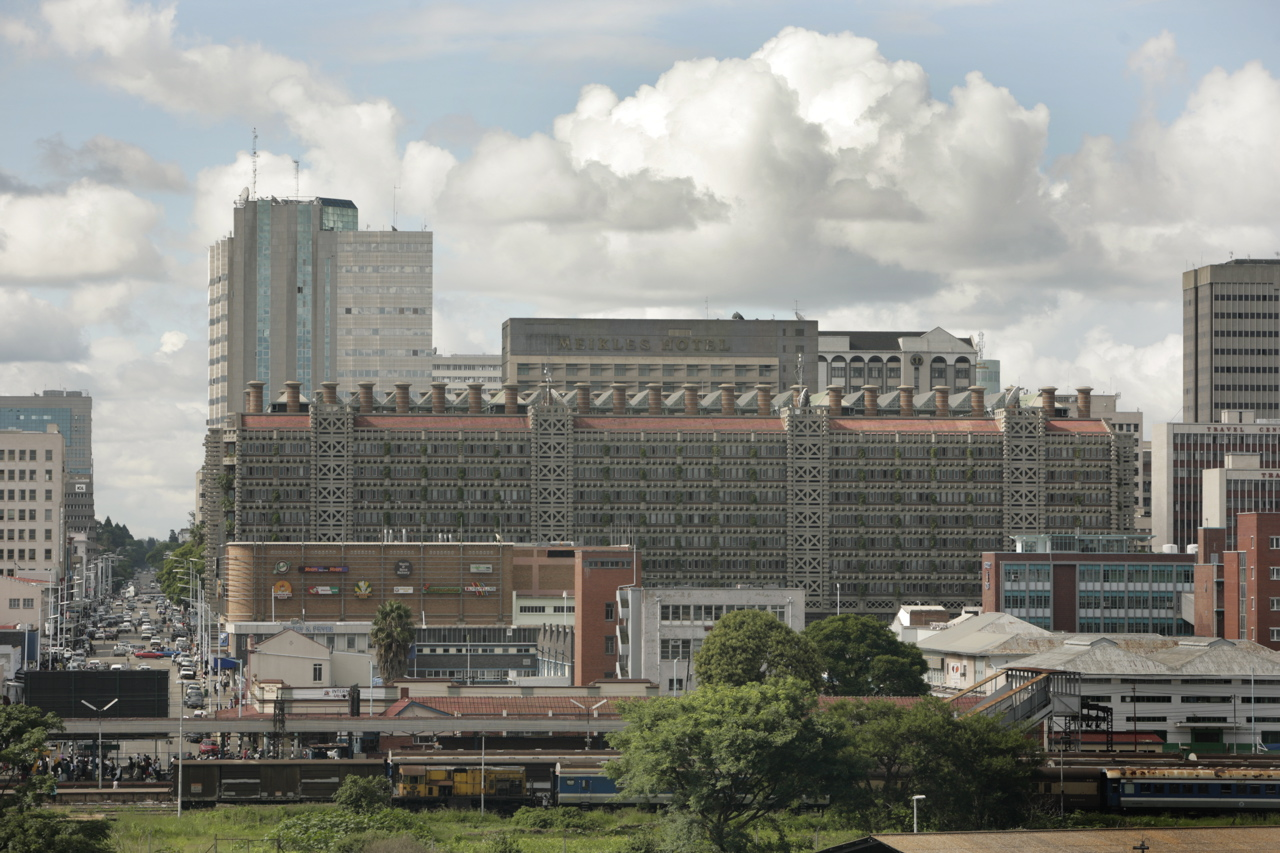
Eastgate Centre

Das Eastgate Centre ist ein Einkaufs- und Bürozentrum in Harare, Simbabwe.
Es wurde so geplant, dass es komplett durch natürliche Konvektion gekühlt werden kann und war wahrscheinlich das erste Bürogebäude der Welt, das von natürlichen Kühlmöglichkeiten in einer derart ausgefeilten Art und Weise Gebrauch macht. Es wurde 1996 an der Robert Mugabe Avenue und Second Street eröffnet und umfasst 5.600 m² Verkaufsfläche, 26.000 m² Bürofläche und 450 Parkplätze. 1999 kam es in die engere Wahl für den wichtigsten Architekturpreis der Welt, den Aga Khan Award for Architecture. Entworfen wurde das Gebäude von dem Architekten Mike Pearce, der ein Vertreter nachhaltiger Architektur ist. Die notwendigen Simulationen wurden von der dänischen Firma Arup durchgeführt.
Das Kühlungssystem des 2001 fertiggestellten und architektonisch ebenfalls bemerkenswerten Portcullis House in London hat das System des Eastgate Centre zum Vorbild.

## Funktion des Kühlungssystems

Schematische Darstellung der natürlichen Belüftung des Gebäudes

Im Eastgate Centre wurde ein bionisches Bürogebäude mit Lüftungselementen nach dem Prinzip der Termiten errichtet. In dem Gebäude kann nun praktisch fast ohne Heizung und Belüftungsanlage täglich gearbeitet werden. Dies funktioniert mit Hilfe von Luftschächten, die ein zusammenhängendes System bilden. So wird kühle Luft aus dem Atrium in das System gespeist, die dann anschließend durch Öffnungen in den Fußleisten in die einzelnen Räume gelangen kann. Das Gebäude besitzt zudem 48 Kamine, in denen sich passiv, wie bei den Termiten, die Luftmassen erwärmen. Diese Luftmassen werden nach dem Erhitzen abgesaugt und in Beton gespeichert. So steht sie nachts und morgens bei geringer/bis keiner Sonneneinstrahlung dennoch zur Verfügung. Durch dieses bionische Konzept liegt der monatliche Stromverbrauch dieses Bürogebäudes etwa bei der Hälfte von vergleichbaren Gebäuden in Harare.